# Códices coloniales de México

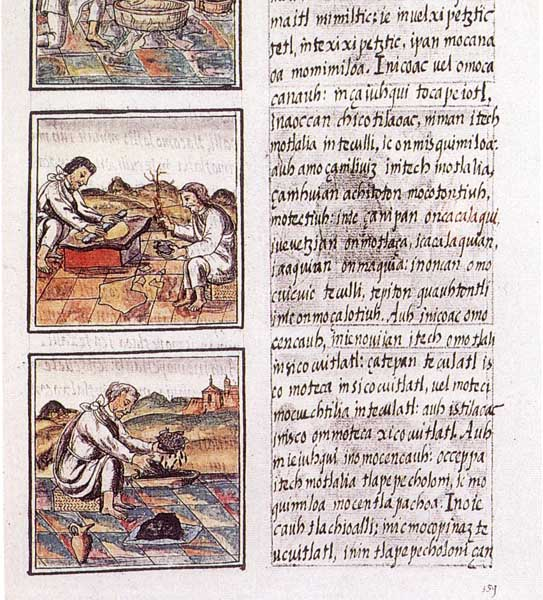
Los códices coloniales presentan reflejan el proceso de mestizaje cultural que se fraguó después de la Conquista española de México. Los indígenas aprendieron técnicas de pintura europea y el alfabeto latino, pero registraron la información en sus propias lenguas y siguieron recurriendo a los recursos estilísticos antiguos. Página 51 del Códice Florentino, procede del centro de México, primera mitad del.

Los códices coloniales de México son un conjunto de documentos producidos en el área mesoamericana después de la Conquista española, consumada en la segunda década del siglo XVI. Estos códices representan una continuidad en la tradición de registro de los sucesos importantes de los pueblos indígenas de Mesoamérica, quienes antes de la llegada de los españoles ya realizaban inscripciones en sus sistemas de escritura. Algunos ejemplos de estos documentos precolombinos se conservan en la actualidad, aunque la destrucción de los mismos acontecida con la Colonia y la cristianización de los indígenas produjo la pérdida irreparable de un número incierto de códices prehispánicos.
La implantación de una nueva religión y la introducción de las pautas culturales de los europeos entre los indígenas produjeron un mestizaje cultural que se vio reflejado en los registros históricos indígenas. Los códices que se realizaron durante la Colonia en el territorio que actualmente pertenece a México —tanto en los años que antecedieron el establecimiento del virreinato de Nueva España como en el mismo período virreinal— tomaron de los europeos no sólo el alfabeto latino —que en muchos casos sirvió para registrar las lenguas indígenas—, sino también los materiales y el estilo iconográfico. Sin embargo, el proceso de incorporación de estos elementos se realizó gradualmente y no fue total sino hasta los últimos años de la Colonia. Todos los documentos indígenas y mestizos que se realizaron entre los siglos XVI y XVIII en la Nueva España incorporan temáticas indígenas e intentan adaptar la iconografía mesoamericana a la sensibilidad europeizante de la sociedad novohispana. 
La inmensa mayoría de los códices coloniales mexicanos fue realizada en los territorios actuales de los estados del centro de la República Mexicana. A diferencia de lo que ocurrió con los códices prehispánicos, los coloniales son bastante más numerosos en los acervos de las bibliotecas mexicanas, por ejemplo, la Biblioteca Nacional de Antropología e Historia, México, cuenta con varias decenas de códices coloniales. Algunos documentos pictográficos incluso constituyen la parte medular de la identidad de los pueblos que los conservan, por lo que en algunos casos se les rinde un culto religioso. Es notable el caso de los códices zapotecas de San Lucas Yataú y Yatini pertenecientes a comunidades indígenas del estado de Oaxaca, que fueron depositados para su custodia en la Biblioteca Nacional de Antropología e Historia hace décadas, y las autoridades del pueblo aún realizan visitas periódicas para ver su documento y comprobar su buen resguardo en la bóveda de códices de la institución.

## Los autores
Los autores de los códices coloniales de México fueron en su mayoría indígenas desconocidos, que elaboraban las pictografías en su localidad de origen. Algunos códices fueron elaborados por indígenas educados por los misioneros o en las escuelas para nobles que se establecieron en varias partes de la Nueva España. Entre estos establecimientos se encontraba el Colegio de la Santa Cruz de Tlatelolco, donde se realizó —entre otros códices notables— el Libellus de medicinalibus indorum herbis y se formaron personajes como Hernando de Alvarado Tezozómoc, Fernando de Alva Ixtlilxóchitl y Domingo Francisco Chimalpahin Quauhtlehuanitzin. A diferencia de los códices prehispánicos, los códices coloniales incorporan en algunas ocasiones información sobre sus autores. Por ello podemos saber que el Códice Badiano fue realizado por el xochimilca Juan Badiano con información de Martín de la Cruz o que el Códice de Huichapan es obra de Juan de San Francisco. Sin embargo, los documentos de autores conocidos son una excepción, ya que la mayoría de los documentos pictográficos son anónimos. Los documentos realizados en los primeros años después de la conquista representan una transición en la que la iconografía indígena se va mezclando con la europea, por lo que es muy probable que durante esa época fueran tlacuilos de los antiguos pueblos los autores de los códices.

## Materiales

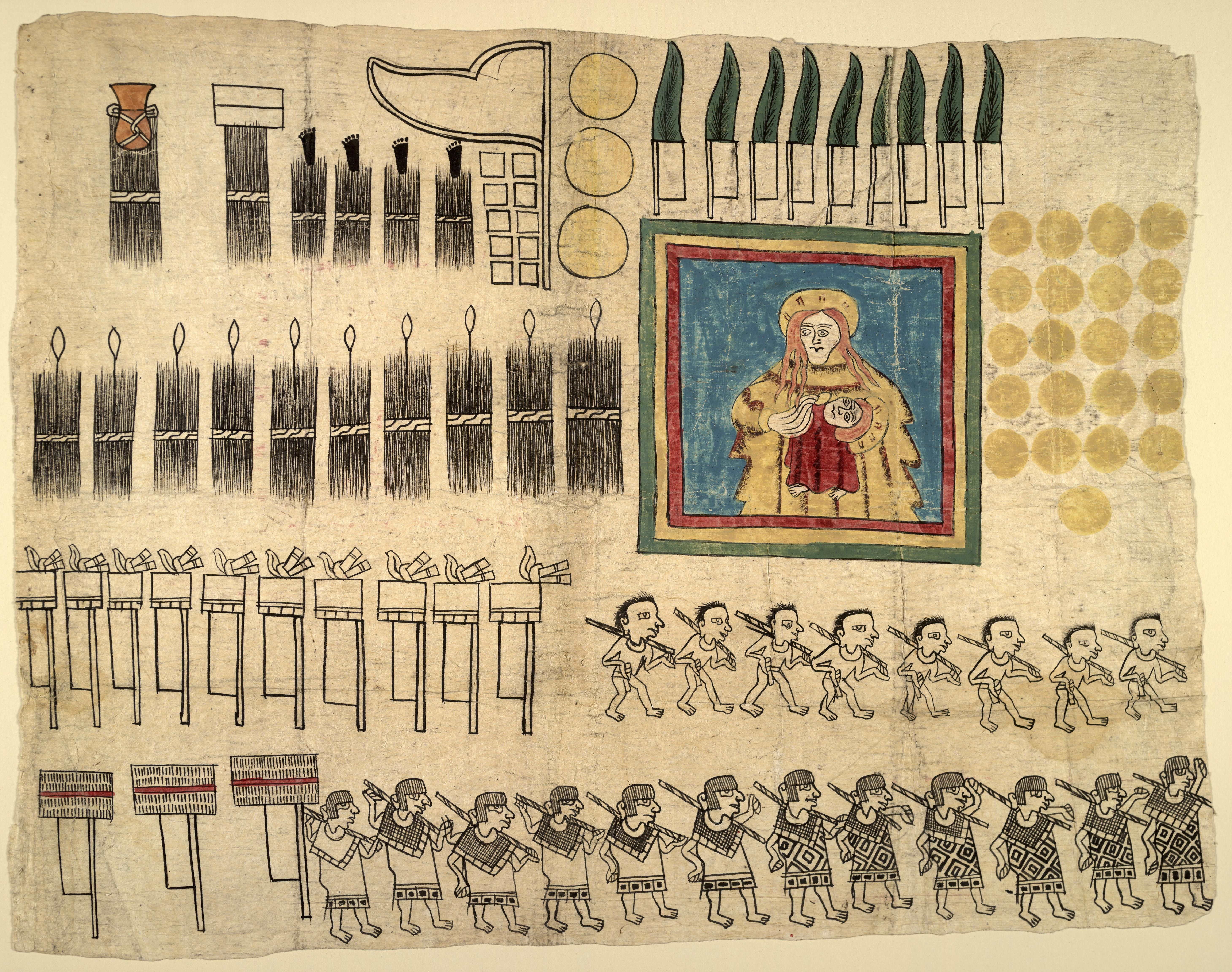
Algunos códices, como el de Huexotzinco, fueron realizados en papel amate. Códice de Huexotzinco, procede del poniente de Puebla (México), 1531.

También en lo que refiere a los materiales con que fueron confeccionados los códices de la época colonial hubo una continuidad que enlaza a estos documentos con la época prehispánica. La gran novedad la constituye el papel europeo, aunque el hecho de que se trataba de un producto caro y que debía traerse del exterior ocasionó que un gran número de los códices coloniales fueran realizados en materiales de origen precolombino. El papel amate, por su resistencia y accesibilidad, siguió siendo uno de los soportes preferidos para la realización de los códices. Otro muy recurrente son los lienzos tejidos de algodón o de maguey. En menor medida, las pieles de animales también sirvieron como soportes.

## Formatos
Los formatos conocidos durante la época prehispánica siguieron empleándose en la Colonia. Varios de los códices coloniales que se conservan son biombos o tiras de algún soporte apropiado para el caso, especialmente el papel amate y en menor medida de piel. A ellos se agregaron los lienzos, que consistían en una gran pieza de tela, de dimensiones variables y tejidas de algodón o fibras más duras. Los mapas fueron otro formato, semejante por sus características al lienzo, sólo que éstos son hechos de papel —amate o europeo— o piel de animal. Finalmente, el libro cosido a la manera europea apareció en el siglo XVI. Cabe decir que en algunas ocasiones, el formato del códice forma parte del nombre con el que es conocido. En este caso se encuentran el Rollo Selden, la Tira de Tepechpan, el Lienzo de Tlaxcala o el Mapa de Coatlinchan.

## Temática
Los códices prehispánicos fueron sistemáticamente destruidos por considerarse peligrosos en el marco de la cristianización que se estaba emprendiendo entre los indígenas mesoamericanos. Sin embargo, en el siglo XVI se realizaron algunos documentos que son copia de antiguos códices prehispánicos o que pudieron ser realizados mediante información de antiguos sabios que sobrevivieron la Conquista. Uno de los más conocidos es el Códice Tonalámatl de Aubin, originario del centro de México, que por su temática, se incluye en algunas ocasiones como uno de los códices nahuas prehispánicos. Otros códices coloniales, como el Códice Telleriano-Remensis, incorporan información sobre la mitología, los ritos y el calendario de los antiguos mesoamericanos.